# Škotska nacionalna stranka
Škotska nacionalna stranka (SNP) (engleski: Scottish National Party, škotsko gaelski jezik: Pàrtaidh Nàiseanta na h-Alba) je socijaldemokratska stranka lijevog centra, koja se zauzima za nezavisnost Škotske.
Osnovana je 1934., ima oko 14000 članova, a njeno sjedište nalazi se u Edinburghu. Predsjednica stranke i "Prva ministrica Škotske" (premijerka) je Nicola Sturgeon. 
Od zadnjih parlamentarnih izbora 2007. za Škotski parlament SNP ima relativnu većinu i uz podršku Zelenih tvori manjinsku vladu. SNP u Škotskom parlamentu ima 47 od 129 zastupnika, u parlamentu Ujedinjenog Kraljevstva 7 od 59 škotskih zastupnika, u Europskom parlamentu 2, te 364 od 1.224 vijećnika u 30 Vijeća u Škotskoj.

## SNP u Europi
Članica je Europske stranke zelenih (EGP) u Europskom parlamentu.

## Vanjske poveznice
- Službene stranice